# ビリー・マッキンレー
ビリー・マッキンレー（William James Alexander McKinlay、1969年4月22日 - ）は、スコットランドの元サッカー選手。元スコットランド代表。ポジションはミッドフィールダー。

## 来歴
1993年にスコットランド代表デビュー。UEFA EURO '96、1998 FIFAワールドカップにも出場した。スコットランド代表で29試合に出場、4得点をあげた。

## 代表歴

### 出場大会
- スコットランド代表
  - 1998 FIFAワールドカップ

### 試合数
- 国際Aマッチ 29試合 4得点（1993年-1998年）[1]

| スコットランド代表 | 国際Aマッチ | 国際Aマッチ |
| 年                 | 出場        | 得点        |
| ------------------ | ----------- | ----------- |
| 1993               | 1           | 1           |
| 1994               | 6           | 2           |
| 1995               | 8           | 1           |
| 1996               | 4           | 0           |
| 1997               | 3           | 0           |
| 1998               | 7           | 0           |
| 通算               | 29          | 4           |